# Agnieszka Maciąg-Fiedler
Agnieszka Maciąg-Fiedler – polska filolog klasyczna, językoznawczyni. 

## Kariera naukowa
Studia w zakresie filologii greckiej i łacińskiej w Instytucie Filologii Klasycznej Uniwersytetu Jagiellońskiego w Krakowie ukończyła w 1999. Tytuł magistra otrzymała na podstawie pracy Elementy kompozycji retorycznej w strukturze „Heroid” Owidiusza napisanej pod kierunkiem prof. dra hab. Jerzego Styki. Stopień doktora nauk humanistycznych w zakresie literaturoznawstwa uzyskała na tej samej uczelni w 2005 za rozprawę Fasti morum, fasti hominum. "Fasti" Owidiusza jako kalendarz rzymski, dzieło poetyckie, panegiryk cesarski, której promotorem był prof. dr hab. Józef Korpanty. Habilitację obroniła w Instytucie Języka Polskiego Polskiej Akademii Nauk w Krakowie w 2017. Jest zatrudniona w kierowanej przez dra hab. Michała Rzepielę Pracowni Łaciny Średniowiecznej. Tłumaczy z języka łacińskiego. Jest autorką książki Astrorum divina ars et scientia. Słownictwo astronomiczne w łacińskich pismach polskich autorów doby średniowiecza (Kraków 2016).